# Сентелья, Хильмар
Хильма́р Сенте́лья Баса́н (исп. Guilmar Centella Bazán; род. 26 марта 2005, Санта-Крус-де-ла-Сьерра) — боливийский футболист, полузащитник клуба «Блуминг».

## Клубная карьера
Сентелья — воспитанник клуба «Блуминг». 25 июня 2023 года в матче против «Олвейс Реди» он дебютировал в боливийской Примеры.

## Международная карьера
В 2025 году Сентелья в составе молодёжной сборной Боливии принял участие в молодёжном чемпионате Южной Америки в Венесуэле. На турнире он сыграл в матчах против команд Эквадора, Бразилии, Аргентины и Колумбии. В поединке против бразильцев Хильмар забил гол.